# Pseudochuppia sarcinispora
Pseudochuppia sarcinispora är en svampart som beskrevs av Kamal, A.N. Rai & Morgan-Jones 1984. Pseudochuppia sarcinispora ingår i släktet Pseudochuppia, divisionen sporsäcksvampar och riket svampar.   Inga underarter finns listade i Catalogue of Life.